# دوازده صندلی (فیلم ۱۳۹۰)
دوازده صندلی فیلمی به کارگردانی اسماعیل براری و نویسندگی داریوش رعیت محصول سال ۱۳۹۰ است.
این فیلم در تاریخ ۲۷ مرداد ۱۳۹۵ در سینماهای ایران اکران شده‌است.

## خلاصه داستان
این فیلم راجع‌به به مخفی شدن گنجی ارزشمند در صندلی عقب یک پیکان است که مسابقه‌ای تند و نفس گیر برای یافتن پیکان آغاز می‌شود…

## بازیگران
- احمد نجفی
- داریوش اسدزاده
- افسر اسدی
- ارژنگ امیرفضلی
- رامتین خداپناهی
- علی اوسیوند
- رضا توکلی
- مهران رجبی
- آرش نوذری
- فرشید زارعی‌فر
- فرزاد دزدمه
- دیانا براری[۱]

## توقیف و اکران محدود
دوازده صندلی به دلایل مبهم و عمدتا حول استفاده از نام امیرعباس هویدا در ماجرای فیلمنامه، به مدت ۵ سال توقیف و در سال ۱۳۹۵  به شکل بسیار محدودی تنها در 4 سانس اکران میشود. کارگردان درباره این اکران گفته «این اکران تفاوتی با اکران نشدن نداشت زیرا به صورت بسیار محدود به نمایش گذاشته شد.»